# ترمس الوادي
ترمس الوادي (باللاتينية: Lupinus vallicola) نوع نباتي يتبع جنس الترمس من الفصيلة البقولية المعروفة بقدرتها على تثبيت النيتروجين الجوي من خلال بكتيريا المستجذرة.

## الوصف النباتي
نبات عشبي أوراقه مركبة كفية، تضم كل واحدة منها عدة وريقات.